# 溫和黨 (西班牙)

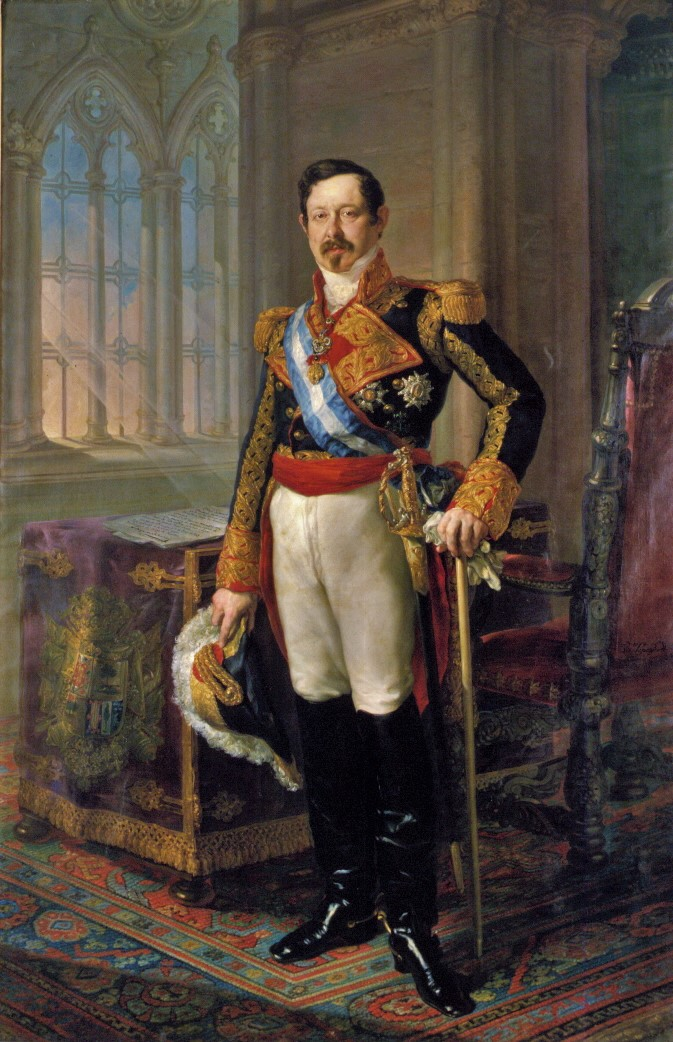
前溫和黨領袖纳瓦埃斯亦是溫和時期的開創者

溫和黨（西班牙語：Partido Moderado），或稱溫和自由黨（西班牙語：Partido Liberal Moderado）、溫和保皇黨，為西班牙伊莎貝拉二世在位期間（1833年－1868年）的兩大政黨之一，持續與進步黨爭奪權力。
溫和黨為自由主義政黨。雖然其為溫和黨的反對黨，但與溫和黨一樣支持伊莎貝拉，特別反對卡洛斯主義。

## 歷史
「溫和派」或「溫和自由派」乃繼承自立憲革命中支持1812年西班牙憲法的「憲法派」，並反對較激進的「狂熱派」和「廿年派」。费尔南多七世退位前數年，他们与朝廷中的少数君主主义者结盟。费尔南多七世駕崩後，溫和黨支持费尔南多唯一的孩子－3歲的女兒伊莎貝拉繼任，並由王大妃两西西里的玛丽亚·克里斯蒂娜攝政。但卡洛斯主義者則支持強烈君主專制，希望延續舊制度並由唐·卡洛斯王子繼位。
1834年，首相弗朗西斯科·马丁内斯·德拉罗萨執政期間，溫和黨宣告成立。進步派控制西班牙數年後，溫和黨在纳瓦埃斯的帶領下，於1843年起執政，直至1854年，史稱溫和時期。緊隨其後的進步兩年期在1856年結束後，溫和黨與自由聯盟合作並執政。1868年光榮革命結束及在1869年實施新憲法後，溫和黨未能取得任何議會議席，意味溫和黨已經沒落。
1874年，西班牙第一共和國倒台，西班牙波旁王朝復辟，溫和黨與自由聯盟合併成為保守黨，並由安东尼奥·卡诺瓦斯·德尔卡斯蒂略領導。溫和黨正式走進歷史。

## 意識形態
溫和黨的意識形態為溫和主義，類近英國的保守主义和法國的教條主義者。其理論家，特別是胡安·多諾索·科爾特斯（Juan Donoso Cortés）都曾經參與討論。
溫和黨的主要理念為：
- 強大君主權力
- 純正资本主义
- 國家持守和平
- 完全集中制度，所有權力來自馬德里政府

## 支持
溫和黨的支持者來自不同部分：
- 軍方的溫和派係系高層（espadones），包括纳尔瓦埃斯將軍
- 上層階級、資產階級、傳統贵族政治、寡头政治的支持者
- 地主（大部分都是大地主（英语：Latifundium），部分來自安達盧西亞和中部高原（英语：Geography_of_Spain#The_Inner_Plateau_and_associated_mountains）
- 中產階級（所謂的「秩序之人（people of order）」

經濟上，溫和黨傾向支持自由貿易和符合社會基礎利益的政策，例如容許農業出口順差。政治上，溫和黨捍衛有限制的选举权，尤其是特定群體選舉權，只容許擁有一定數量的物業或繳交一定稅額的富翁投票。
1839年，《贝尔加拉公约》標誌卡洛斯派被軍事上擊敗，部分溫和派卡洛斯主義者加入溫和黨，亦有部份轉為支持溫和黨。同樣地，1851年西班牙協約令溫和黨爭取了不少天主教的神職人員的支持，縱使「新天主教派」仍然拒絕支持溫和黨，並期望復辟卡洛斯政權。